# Ferenc Kállai

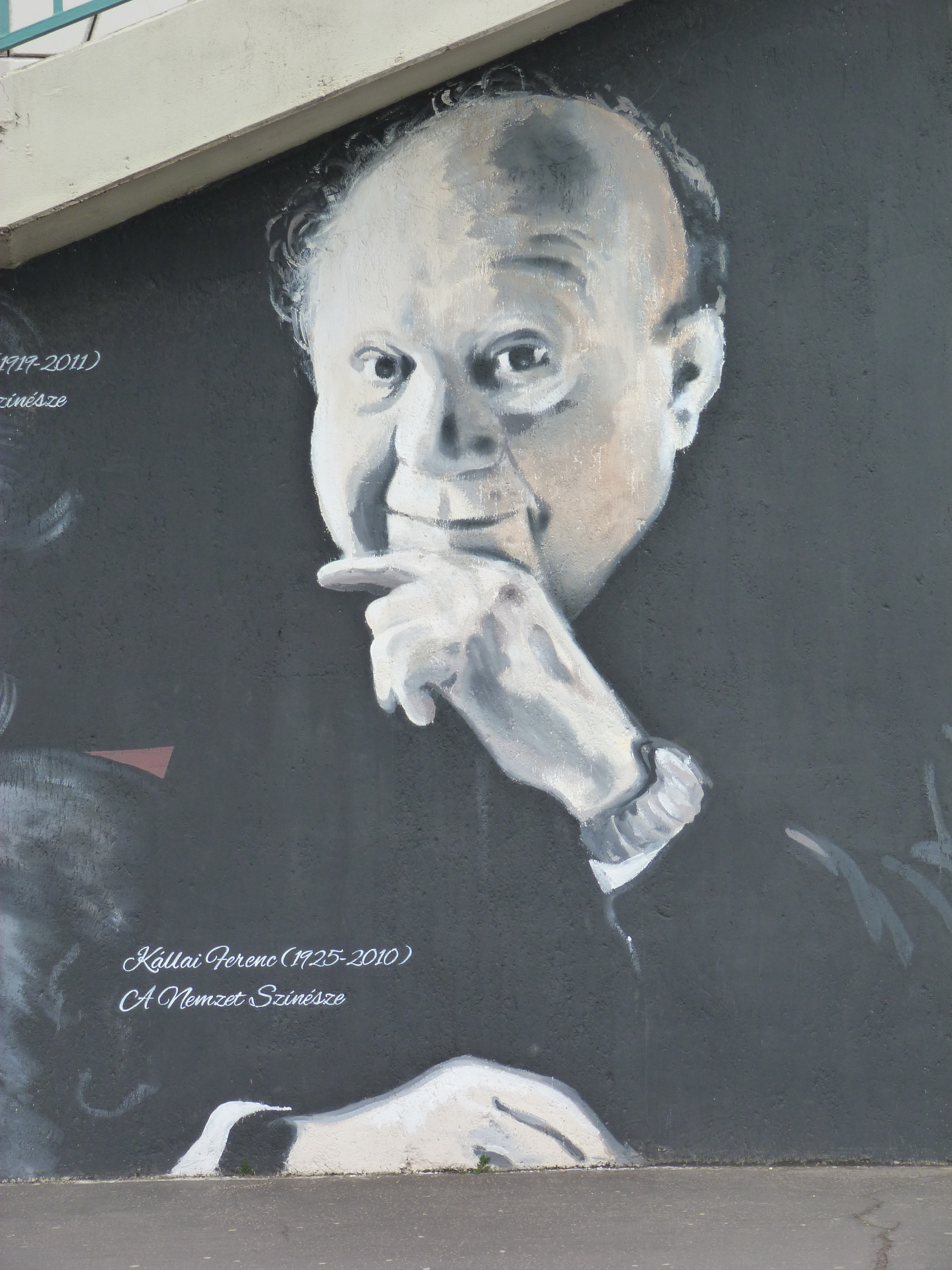
Ferenc Kállai

Ferenc Kállai, ursprünglich Ferenc Krampner (* 4. Oktober 1925 in Gyoma; † 11. Juli 2010 in Budapest), war ein ungarischer Schauspieler.

## Leben
Kállai absolvierte 1944 eine Schauspielausbildung an der Budapester Theater- und Filmhochschule (Színművészeti Akadémia). Er erhielt anschließend ab 1945 Engagements an verschiedenen Budapester Theatern, unter anderem am Belvárosi Színház-Operettentheater.
1948 wurde er am Nationaltheater Budapest engagiert, wo er hauptsächlich in klassischen Theaterrollen auftrat. Er spielte ein breites Repertoire, das Stücke von William Shakespeare, Ben Jonson, Molière, russischen Autoren wie Nikolai Gogol und Maxim Gorki, aber auch Stücke der Moderne und des zeitgenössischen Theaters umfasste. So spielte er von Shakespeare unter anderem den Romeo in Romeo und Julia, den Polonius in Hamlet, den Gloucester in König Lear und den Sir John Falstaff in Heinrich IV. Er übernahm im Verlauf seiner Karriere die Titelrolle in Volpone, den Orgon in Tartuffe, den Mephisto in Faust, den Luka in Nachtasyl, den Antón Antónowitsch Skwosník-Dmuchanówskij in Der Revisor und den Big Daddy in Die Katze auf dem heißen Blechdach. Außerdem spielte er in Stücken von George Bernard Shaw (Frau Warrens Gewerbe), Arthur Miller (Tod eines Handlungsreisenden) und Edward Albee (Empfindliches Gleichgewicht).
Ab den 1950er Jahren arbeitete Kállai auch für den Film und das Fernsehen. Im Kino gehörte er zu den „vielseitig einsetzbaren und meistbeschäftigten Schauspielern.“ Nach einer ersten kleinen Rolle in dem Film Fehér vonat gab er 1952 sein offizielles Filmdebüt in der Komödie Elsö fecskék. Mit Ági Mészáros spielte er 1953 in Mädchen von heute. 1955 war Violetta Ferrari seine Partnerin in der Komödie 2 × 2 ist manchmal 5. Mit Nicole Courcel spielte er 1959 in der ungarisch-französischen Koproduktion La belle et le tzigane. 1964 folgte mit Terry Torday der Fernsehfilm An Ufern. 1965 spielte er an der Seite von Antal Páger und Andrea Drahota in dem Horrorfilm Das Grauen. Ab den 1950er Jahren war Éva Ruttkai mehrfach seine Partnerin in verschiedenen Filmen.
1971 engagierte ihn Johannes Schaaf für seine Verfilmung des Romans Die Kapuzinergruft, wo Kállai an der Seite von András Bálint, Rosemarie Fendel und Doris Kunstmann spielte. 1977 erhielt er auf dem Filmfestival von Teheran den Preis als „Bester Schauspieler“ für seine Rolle des István Ivicz in dem 1976 uraufgeführten Film Szépek és bolondok. In späteren Jahren übernahm er vielfach kleine Charakterrollen, unter anderem als Hoteldirektor in der Komödie Der ganz normale Wahnsinn oder als alter Fahrgast, der auf der Suche nach einer Toilette ist, in der Komödie Üvegtigris.
Von 1977 bis 1990 unterrichtete Kállai an der Budapester Schauspielakademie (Színház- és Filmművészeti Egyetem), ab 1987 als Professor.
Für seine künstlerischen Verdienste wurde Kállai ebenfalls mehrfach ausgezeichnet. 1956 und 1958 war er Mari-Jászai-Preisträger. 1970 wurde er mit dem Titel „Hervorragender Künstler der Ungarischen Volksrepublik“ (Magyar Köztársaság Kiváló Művésze) ausgezeichnet. 1973 erhielt er den Kossuth-Preis.
Kallai, dessen Gesundheitszustand sich seit 2005 zunehmend verschlechtert hatte, lebte seit 2009 in einem Pflegeheim. Er starb in einem Krankenhaus in Budapest an den Folgen seiner Diabetes-Erkrankung.

## Filmografie (Auswahl)
- 1943: Der weiße Zug (Fehér vonat)
- 1952: Elsö fecskék
- 1953: Mädchen von heute (Kiskrajcár)
- 1953: Unter der Stadt (A város alatt)
- 1955: 2 × 2 ist manchmal 5 (Kétszer kettö néha öt)
- 1955: Dandin György, avagy a megcsúfolt férj
- 1956: ...aber die Verwandten (Ünnepi vacsora)
- 1957: Konflikt des Herzens (Dani)
- 1957: Die Wendeltreppe (Csigalépcsö)
- 1959: Die Geschichte eines Hundes (Bogáncs)
- 1959: La belle et le tzigane
- 1961: Csutak és a szürke ló
- 1962: Memoiren einer seltsamen Nacht (Az utolsó vacsora)
- 1964: An Ufern (Utak)
- 1965: Das Grauen (Iszony)
- 1967: Drei Nächte einer Liebe (Egy szerelem három éjszakája)
- 1969: Der Zeuge (A tanú)
- 1971: Trotta
- 1974: Der Donauschiffer (A dunai hajós)
- 1976: Szépek és bolondok
- 1986: Jahreszeit der Monster (Szörnyek évadja)
- 1995: Megint tanú
- 1997: Der ganze normale Wahnsinn (A miniszter félrelép)
- 1999: 6:3 – Tuttis Traum (6:3, avagy játszd újra Tutti)
- 2000: Die Werckmeisterschen Harmonien (Werckmeister harmóniák)
- 2001: Üvegtigris